# Minapla
Minapla es un barrio rural   del municipio filipino de primera categoría de Taytay perteneciente a la provincia  de Paragua en Mimaro,  Región IV-B.
En 2007 Minapla contaba con 593  residentes.

## Geografía
El municipio de Taytay se encuentra situado en la isla de Paragua, al norte de la misma.
Su término limita al norte con el municipio de El Nido, barrios de Bebeladán, Bagong-Bayán y Otón, oficialmente Mabini; al  suroeste con el municipio de San Vicente, al sur con el de Roxas; y al sureste con el de Dumaran. En la parte insular se encuentra la bahía de Malampaya y varias isla adyacentes se encuentran tanto en la costa este, mar de Joló como en la  oeste, Mar del Oeste de Filipinas.
Situado al noroeste del municipio, cierra a poniente a modo de península la bahía de Malampaya.
Linda al norte con el barrio de San José;
al sur con el barrio de Binga que forma parte del municipio de San Vicente;
al este con el barrio de Banbanán;
y al oeste con el Mar del Oeste de Filipinas.

### Demografía
El barrio  de Minapla contaba  en mayo de 2010 con una población de 667 habitantes.

## Historia
Taytay formaba parte de la provincia española de  Calamianes, una de las 35 del archipiélago Filipino, en la parte llamada de Visayas. Pertenecía a la audiencia territorial  y Capitanía General de Filipinas, y en lo espiritual a la diócesis de Cebú.